# Włodzimierz Ostrowski
Włodzimierz Stanisław Ostrowski (ur. 21 października 1925 w Sosnowcu, zm. 24 lutego 2019 w Krakowie) – polski profesor nauk medycznych, biochemik.

## Życiorys
W 1951 roku ukończył studia medyczne na Wydziale Lekarskim Uniwersytetu Jagiellońskiego w Krakowie. Jeszcze przed ukończeniem w 1948 roku został zatrudniony przez profesora Bolesława Skarżyńskiego na stanowisko młodszego asystenta w Zakładzie Biochemii,  obecnie Katedrze Biochemii Lekarskiej Collegium Medicum Uniwersytetu Jagiellońskiego. W 1958 roku uzyskał stopień doktora nauk medycznych w zakresie biochemii.
Po śmierci prof. Skarżyńskiego w 1963 roku objął kierownictwo Katedry Chemii Fizjologicznej Akademii Medycznej im. Mikołaja Kopernika. W 1972 roku katedrę przemianowano w Instytut Biochemii Lekarskiej, placówką tą kierował do 1996 roku, kiedy przeszedł na emeryturę. Tytuł profesora zwyczajnego otrzymał w 1979 roku.
W latach 1962–1963 do 1968–1969 pełnił funkcje Prodziekana, a w latach 1969–1970 do 1971–1972 Dziekana Wydziału Lekarskiego Akademii Medycznej im. Mikołaja Kopernika w Krakowie.

## Działalność naukowa
Profesor zajmował się głównie badaniem struktury oraz funkcji białek, biochemią białek enzymatycznych, witaminami z grupy B (gł. B2 i B12) i ich kompleksami z białkami. Opracował i wprowadził do badań klinicznych metodę elektroforetycznego rozdziału białek surowicy krwi. Wyizolował w stanie czystym rybonukleazę z komórek samożywnych bakterii siarkowych Thiobacillus thioparus, rybonukleazę P z prostaty ludzkiej oraz fosfodiesterazę z jadu węża. Białkiem, który był obiektem szczególnego zainteresowania profesora była fosfataza kwaśna stercza ludzkiego, jej właściwości fizykochemiczne i katalityczne. Opracował także test immunohistochemiczny do wykrywania nowotworów prostaty.

## Publikacje
Jest autorem lub współautorem ponad 200 prac doświadczalnych, monografii i artykułów przeglądowych, między innymi:
1970 rok – Elektroforeza w badaniach biochemicznych i klinicznych
1998 rok – Ludzie i idee w biochemii.   

## Działalność w instytucjach naukowych
W latach 1973–2006 profesor Ostrowski aktywnie uczestniczył w działalności Polskiej Akademii Nauk. W 1973 roku został wybrany członkiem korespondentem Polskiej Akademii Nauk, a w 1981 otrzymał członkostwo rzeczywiste PAN.
W latach 1996–2002 był wiceprezesem Polskiej Akademii Nauk, w latach 1975–1995 i 2003–2006 członkiem Prezydium PAN.
W latach 1981–1983 i 1990–1995 pełnił funkcję sekretarza Oddziału PAN w Krakowie, w latach 1984–1989 zastępcy przewodniczącego Oddziału PAN w Krakowie. W latach 1996–1998 był przewodniczącym Oddziału PAN w Krakowie, w latach 1999-2002  prezesem Oddziału PAN w Krakowie.
W 1989 roku Profesor został członkiem Polskiej Akademii Umiejętności, gdzie w latach 1992–2006 pełnił funkcję Przewodniczącego Wydziału Lekarskiego PAU.
W roku 1989 Profesor został Członkiem Honorowym Polskiego Towarzystwa Biochemicznego.
Był także członkiem Warszawskiego Towarzystwa Naukowego. 

## Odznaczenia
Odznaczony Złotym Krzyżem Zasługi, Krzyżem Kawalerskim Orderu Odrodzenia Polski, Krzyżem Komandorskim, Krzyżem Komandorskim z Gwiazdą (1999). W 2005 roku otrzymał medal 600-lecia Odnowienia Akademii Krakowskiej, za ponad pięćdziesięcioletnią pracę naukową, dydaktyczno-wychowawczą i organizacyjną na rzecz polskiej nauki. Był doktorem honoris causa Rosyjskiej Akademii Nauk.
Profesor Włodzimierz Ostrowski zmarł 24 lutego 2019 roku, został pochowany na cmentarzu Rakowickim w Krakowie.